# جیمی ویندریج
جیمی ویندریج (به انگلیسی: Jimmy Windridge) بازیکن فوتبال زادهٔ ۲۱ اکتبر ۱۸۸۲ اهل کشور انگلستان بود که سابقهٔ بازی در تیم ملی فوتبال انگلستان را در کارنامهٔ خود دارد. وی در تاریخ ۱۵ فوریه ۱۹۰۸ نخستین بازی ملی خود را در مقابل تیم ملی فوتبال ایرلند انجام داد و با حضور در ۸ بازی ملی، در تاریخ ۱۳ فوریه ۱۹۰۹ واپسین بازی ملی‌اش را در برابر تیم ملی فوتبال ایرلند برگزار کرد.
این بازیکن توانسته در بازی‌های ملی، ۷ گل به ثمر برساند.